# Herik Rail
Herik Rail BV was een Nederlandse spoorwegonderneming. Het bedrijf was, tot de verkoop van haar treinen, gespecialiseerd in chartertreinen voor bedrijfsfeesten en bedrijfsbijeenkomsten. Sinds 2014 richtte Herik Rail op goederenvervoer per trein, maar stopte in juli 2017 met haar voorbereidingen voor een rail shuttle van Amsterdam naar Italië. Het bedrijf had geen eigen veiligheidsattest en maakte gebruik van het veiligheidsattest van ACTS.
Het bedrijf is opgericht door vastgoedondernemer Gerard Jan van den Herik uit Nieuwegein. Op 17 mei 2003 reed de eerste trein.

## Overdracht aan Railpromo
Halverwege 2014 beëindigde Herik Rail de exploitatie van chartertreinen met hun eigen materieel. De  3 Buffetrijtuigen werden verkocht aan Railpromo, een Nederlandse organisator van chartervervoer per trein.